# Gioacchino Pedicini
Gioacchino Pedicini (Foglianise, 8 aprile 1883 – Aiello del Sabato, 15 gennaio 1980) è stato un vescovo cattolico italiano.

## Biografia
Nato a Foglianise nell'omonimo casale Foglianise, viene ordinato sacerdote nella cattedrale di Benevento il 25 maggio 1907 dall'arcivescovo Benedetto Bonazzi, O.S.B., e regge la parrocchia di san Ciriaco nel paese natale dal 1907 fino alla chiamata alle armi nel 1915, che lo vide zelante cappellano militare. Fu di nuovo parroco nel paese natale dal 1919 al 1932.
Nel 1931 l'arcivescovo Piazza, che aveva notato le singolari qualità del giovane sacerdote lo chiamò a Benevento nominandolo canonico e padre spirituale del seminario.
Nell'agosto del 1939 papa Pio XII lo nominò vescovo dell'antica diocesi di Ariano, nel 1949 lo stesso pontefice lo trasferì ad Avellino. Lì, nel 1959, indisse il primo congresso eucaristico diocesano.
Si ritirò per raggiunti limiti d'età nell'estate del 1966. Fu attivissimo padre conciliare.
Finì i suoi giorni ad Aiello del Sabato, in provincia di Avellino, in casa di uno dei suoi parroci, don Domenico Imbimbo, che lo accudì amorevolmente.
Gli è stata intitolata una via nel comune di Avellino.

## Genealogia episcopale
La genealogia episcopale è:
- Cardinale Scipione Rebiba
- Cardinale Giulio Antonio Santori
- Cardinale Girolamo Bernerio, O.P.
- Arcivescovo Galeazzo Sanvitale
- Cardinale Ludovico Ludovisi
- Cardinale Luigi Caetani
- Cardinale Ulderico Carpegna
- Cardinale Paluzzo Paluzzi Altieri degli Albertoni
- Papa Benedetto XIII
- Papa Benedetto XIV
- Papa Clemente XIII
- Cardinale Marcantonio Colonna
- Cardinale Giacinto Sigismondo Gerdil, B.
- Cardinale Giulio Maria della Somaglia
- Cardinale Carlo Odescalchi, S.I.
- Cardinale Fabio Maria Asquini
- Cardinale Giuseppe Luigi Trevisanato
- Cardinale Domenico Agostini
- Cardinale Giuseppe Callegari
- Arcivescovo Pietro Zamburlini
- Arcivescovo Luigi Pellizzo
- Vescovo Carlo Liviero
- Arcivescovo Agostino Mancinelli
- Vescovo Gioacchino Pedicini